# Романовское сельское поселение (Пермский край)
Романовское се́льское поселе́ние — муниципальное образование в Усольском районе Пермского края Российской Федерации.
Административный центр — село Романово.

## История
Статус и границы сельского поселения установлены Законом Пермской области от 27 декабря 2004 года № 1985-435 «Об утверждении границ и о наделении статусом муниципальных образований Усольского района Пермского края»

## Население
| 2010  | 2012  | 2013  | 2014  | 2015  | 2016  | 2017  |
| ----- | ----- | ----- | ----- | ----- | ----- | ----- |
| 1310  | ↗1334 | ↘1300 | ↘1293 | ↗1302 | ↗1304 | ↘1281 |
| 2018  |       |       |       |       |       |       |
| ↗1284 |       |       |       |       |       |       |

## Состав сельского поселения
| №  | Населённый пункт | Тип населённого пункта       | Население |
| -- | ---------------- | ---------------------------- | --------- |
| 1  | Белая Пашня      | деревня                      | →154      |
| 2  | Вогулка          | деревня                      |           |
| 3  | Вогулка          | посёлок                      | ↗214      |
| 4  | Володин Камень   | деревня                      | ↘28       |
| 5  | Дзержинец        | посёлок                      | →36       |
| 6  | Жуклино          | деревня                      | ↗3        |
| 7  | Закаменная       | деревня                      | →3        |
| 8  | Зуево            | деревня                      | ↗19       |
| 9  | Малое Романово   | деревня                      | ↘6        |
| 10 | Разим            | деревня                      | →4        |
| 11 | Романово         | село, административный центр | ↗684      |
| 12 | Сибирь           | деревня                      |           |
| 13 | Солнечный        | посёлок                      | ↗9        |